# 战火兄弟连：地狱公路
《战火兄弟连：地狱公路》（中国大陆官方译为“手足兄弟连：兵临绝境”）是战火兄弟连系列游戏讲述第101空中突击师队员的第三部作品。该游戏再次让玩家扮演上士Matt Baker的角色，经历二战晚期的市場花園行動。
2008年9月23日，该游戏在北美發行了Xbox 360和PlayStation 3的版本，次日上架销售。同年10月7日发行了Windows版本。2008年10月8日，Steam开始支援该游戏。